# Cantagalo-Cordeiro
Cantagalo-Cordeiro is een van de 18 microregio's van de Braziliaanse deelstaat Rio de Janeiro. Zij ligt in de mesoregio Centro Fluminense en grenst aan de microregio's Três Rios, Nova Friburgo, Santa Maria Madalena, Santo Antônio de Pádua en Cataguases (MG). De microregio heeft een oppervlakte van ca. 1.263 km². In 2006 werd het inwoneraantal geschat op 61.120.
Vier gemeenten behoren tot deze microregio:
- Cantagalo
- Carmo
- Cordeiro
- Macuco

Mesoregio's: Baixadas Litorâneas · Centro Fluminense · Metropolitana do Rio de Janeiro · Noroeste Fluminense · Norte Fluminense · Sul Fluminense

Microregio's: Bacia de São João · Baía da Ilha Grande · Barra do Piraí · Campos dos Goytacazes · Cantagalo-Cordeiro · Itaguaí · Itaperuna · Lagos · Macacu-Caceribu · Macaé · Nova Friburgo · Rio de Janeiro · Santa Maria Madalena · Santo Antônio de Pádua · Serrana · Três Rios · Vale do Paraíba Fluminense · Vassouras